# Jean-Thomas Nordmann
Jean-Thomas Nordmann (ur. 16 lutego 1946 w Paryżu) – francuski polityk, historyk, eurodeputowany w latach 1982–1999 i 2002–2004.

## Życiorys
Z wykształcenia historyk. Został wykładowcą akademickim, publikował także jako krytyk literacki. Zaangażował się w działalność polityczną w ramach Unii na rzecz Demokracji Francuskiej, był członkiem Partii Radykalnej. W 2003 ubiegał się o przywództwo w tym ugrupowaniu, jednak zdecydowanie pokonał go zwolennik współpracy z UMP André Rossinot.
Jean-Thomas Nordmann przez wiele lat był posłem do Parlamentu Europejskiego. Pierwszy raz mandat objął w 1982 w trakcie I kadencji. Utrzymywał go w kolejnych wyborach (1984, 1989, 1994), zasiadając w PE do 1999 jako deputowany II, III i IV kadencji. W 1999 nie uzyskał reelekcji, posłem V kadencji został jednak w 2002 w miejsce François Bayrou. Należał do frakcji chadeckiej lub liberalnej. Pracował m.in. w Komisji Budżetowej. Z Europarlamentu odszedł w 2004. W 2007 po likwidacji UDF został działaczem Ruchu Demokratycznego. Był również radnym 19. dzielnicy Paryża.